# 上許尼根
上許尼根是瑞士的城鎮，位於該國中西部，由伯恩州負責管轄，面積6.02平方公里，海拔高度852米，2011年人口325，七成半人口信奉基督教，人口密度每平方公里54人。